# Gerardo Reyes Copello
Gerardo Reyes Copello (Cúcuta, Colombia, 1958) es un periodista de investigación colombiano. Trabaja como director del equipo de Investigación de la cadena Univisión. Escribió en El Nuevo Herald de Miami, Florida. En The Miami Herald, ganó un Pulitzer compartido en 1999. Es considerado uno de los “sabuesos” más temidos del periodismo hemisférico.

## Trayectoria
Se dedica al periodismo de investigación desde 1978.
Durante más de treinta años, se ha dedicado a la investigación de esquemas de corrupción de América Latina y sus ramificaciones en Estados Unidos. Además de exponer los nexos de la política con el narcotráfico ha dedicado varios reportajes  al estudio de los magnates latinoamericanos y la concentración de la riqueza en la región. Sus trabajos han sido reconocidos con los más prestigiosos galardones del periodismo en español y en inglés. 
"Su materia de estudio es el poder: políticos, empresarios, funcionarios y policías; también, capos de la mafia, asesinos y burócratas corruptos. Reyes combina de forma inusual el rigor investigativo con la buena pluma", escribió Lorenzo Morales en el libro Hechos para contar.
Fue miembro de la revolucionaria unidad de investigación de El Tiempo, de Bogotá, uno de los primeros equipos de esta índole en el hemisferio. 
Después de pasar a The Miami Herald y El Nuevo Herald, publicó una serie de informes destacados sobre diversos temas, desde negligencia médica y fraude electoral hasta tráfico de drogas y armas. 
Confeccionó la primera guía sistemática en español de los métodos del periodismo de investigación. 
Es cofundador de Periodistas y Editores de Investigación, organización a través de la que ha promovido la colaboración transnacional entre sus colegas.

## Primeros años
Reyes estudió derecho en la Universidad Santo Tomás de Bogotá. Sus primeras incursiones en el periodismo se dieron a partir de 1978 como investigador de Propúblicos, una fundación de Bogotá que supervisaba las labores de los congresistas en materia de proyectos de ley, asistencia y debates. Los resultados de esta veeduría eran publicados por Daniel Samper Pizano en El Tiempo y fueron recopilados en dos libros guías para votantes. Para entonces, Samper había fundado la Unidad Investigativa de El Tiempo junto con Alberto Donadio, un abogado experto en derecho de acceso a la información. Ambos periodistas invitaron a Reyes a trabajar en el equipo que durante más de una década destapó numerosos escándalos de corrupción oficial y financiera y fue emulado por otros periódicos de Colombia y América Latina. Como parte de este equipo, Reyes publicó una serie que documentó los sobornos pagados por la multinacional Ericcson a funcionarios de las telecomunicaciones en Colombia, Venezuela, Perú y Bolivia. La serie fue reconocida con el Gran Premio Nacional de Periodismo 1987.
En 1988 fue contratado por El Nuevo Herald de Miami, donde trabajó como subeditor de la sección local y corresponsal para América Latina. Allí combinó su labor investigativa con la publicación de crónicas tanto de Miami como de los países que visitaba. 
En los años noventa, reportó las tumultuosas elecciones presidenciales de Colombia en medio de la guerra de los carteles contra el gobierno y aportó elementos novedosos al escándalo de la infiltración de dineros del narcotráfico en la campaña del presidente Ernesto Samper. 
Su trabajo junto con la reportera Evelyn Larubia sobre las causas de la muerte de un cantante colombiano durante una cirugía cosmética en Miami, condujo al arresto del médico que la practicó. La serie recibió el premio de la Asociación de Periodistas Hispanos en 1993 en la categoría de prensa. 
En septiembre de 1994, Reyes y su colega Jeff Leen de The Miami Herald, denunciaron que agentes de la DEA en Colombia habían vendido a narcotraficantes del Cartel de Medellín sus derechos diplomáticos de importación de automóviles.
Durante estos años,Reyes escribió crónicas que serían seleccionadas para libros de antologías del periodismo colombiano. Una es la historia de la criada colombiana que mantuvo un tórrido romance con el gran jefe de la mafia italiana en Nueva York Paul Castellano. También publicó las aventuras de un narcotraficante de Medellín que dejó el negocio de la droga para convertirse en un monje trapense a quien miles acudían en busca de un milagro de sanación y la crónica de una atractiva mujer que lavaba dólares para los carteles, que inspiró la serie televisiva La Mariposa.
En 1992, cubrió el juicio al general panameño Manuel Antonio Noriega en Miami para El Nuevo Herald y El Tiempo y siguió el rastro las maniobras de un general de la Guardia Nacional de Venezuela para introducir en Estados Unidos una tonelada de cocaína con el conocimiento de la Central de Inteligencia Americana (CIA). El tema fue retomado por el programa Sixty Minutes de CBS. Reyes colaboró con el productor del segmento, el periodista Lowell Bergman.
En 1997, Reyes descubrió una cuenta de seis millones de dólares vinculada al general sandinista de Nicaragua Humberto Ortega, hermano del dos veces presidente de ese país Daniel Ortega. También sacó a la luz un plan para matar al gobernante cubano Fidel Castro financiado por la poderosa Fundación Cubanoamericana. Ese año publicó un reportaje a banqueros que después de quebrar en Ecuador y dejar a miles de ahorristas damnificados, llevaban una vida de reyes en Miami. A mediados de año cubrió para El Nuevo Herald y The Miami Herald, el juicio a varios operadores de una célula del Cartel de Cali en el sur de Florida. 
En 1998, participó en el equipo de The Miami Herald que recibió el Pulitzer a la mejor investigación. La serie denunció varias modalidades de corrupción en las elecciones de alcalde de la ciudad. Reyes estuvo a cargo del artículo que comprobó que entre los votantes había condenados por delitos federales, lo cual les impedía votar.

## Corresponsal investigativo
A partir del 2000 y a raíz haber publicado un manual de periodismo de investigación, Reyes desarrolló una extensa red de contactos con reporteros investigativos de América Latina. En uno de sus viajes a Venezuela y con la cooperación de la periodista Luz Mely Reyes, sacó a la luz el primer escándalo de corrupción del gobierno del presidente Hugo Chávez: la adjudicación de un contrato de impresión de la nueva constitución bolivariana a colaboradores directos y amigos del mandatario.
Trabajó con reporteros argentinos en las ramificaciones en Estados Unidos de los negocios del presidente Carlos Menem y su familia; con peruanos, en las conexiones del asesor presidencial Vladimiro Montesinos; con venezolanos en la cobertura del caso del empresario de ese país residente en Miami que fue descubierto con un maletín lleno de dólares para la campaña de la presidenta argentina Cristina Kirchner. En 2003, cubrió para El Nuevo Herald y la revista Semana de Colombia, el juicio en Miami contra el cabecilla del Cartel de Medellín, Fabio Ochoa.  
Por su trayectoria periodística y sus esfuerzos de integración de colegas latinoamericanos investigadores, recibió en 2004, el premio María Moors Cabot de la Universidad de Columbia. 
Bajo el título Esclavos en el paraíso, en 2005 inició una serie que expuso las condiciones infrahumanas de los trabajadores haitianos en centrales azucareros de República Dominicana. 
Basado en documentos judiciales y entrevistas, publicó en diciembre de 2007 un artículo que demostraba los nexos del padre del entonces presidente de Colombia, Álvaro Uribe Vélez con un helicóptero incautado en 1984 en la redada a Tranquilandia, el laboratorio de procesamiento de cocaína más grande en la historia de la guerra contra el narcotráfico en Colombia.
La nota revelaba declaraciones judiciales inéditas de la hermana del asesinado ministro de Justicia, Rodrigo Lara Bonilla, en las que recordaba que su hermano sospechaba de que los Uribe estaban implicados en el narcotráfico. Un año antes, Reyes había publicado documentos judiciales que probaban un hecho desconocido: que Uribe había sido sindicado de los delitos de falsedad y contrabando en relación con la importación de un avión Turbocomander en 1983.
Junto a Gonzalo Guillén, corresponsal de El Nuevo Herald en Bogotá, Reyes publicó otros informes  que arrojaron luces sobre la relación de Uribe con el paramilitarismo. Tal el caso de la revelación del testimonio del exparamilitar colombiano Francisco Enrique Villaba Hernández sobre la participación de Uribe y su hermano Santiago en la planeación de la masacre del municipio del Aro, departamento de Antioquia, en 1997. Un año después del artículo, Villalba fue asesinado. Del trabajo de los dos periodistas escribió Adam Isacson del Center for International Policy en Washington D. C.: 
“El Nuevo Herald ha llevado a cabo el más arrojado periodismo de investigación al reportar acerca del poder de los narcotraficantes y los paramilitares en Colombia… gran parte de esto es el trabajo de dos reporteros veteranos, Gerardo Reyes y Gonzalo Guillén’’.
Reyes y Guillén recaudaron testimonios claves que comprometieron a  militares en las desapariciones forzadas de civiles inocentes conocidas como “falsos positivos’’; denunciaron el encubrimiento por parte del gobierno de Estados Unidos de un militar y un contratista del ejército norteamericano implicados en la violación de una menor de edad en Colombia y los vínculos de las FARC con el narcotráfico. 
En 2009, Reyes reveló que el entonces ministro de Defensa, Juan Manuel Santos (luego, presidente de Colombia) intervino para impedir que se anulara un contrato de ese ministerio con la compañía de su mejor amigo Felipe Jaramillo pese a que oficiales del Ejército recomendaban otra empresa.
Un año después, comprobó que un hijo del presidente Uribe había intermediado entre una empresa colombiana de los hermanos Nule, involucrados en un escándalo de sobornos, y la constructora brasilera Odebrecht para que ambas participaran en una de las megaobras del gobierno de su padre.
Reyes fue corresponsal y asesor de la revista Semana hasta 2007. Asesoró también a la revista Gatopardo y colaboró con la revista Poder. Durante más de diez años fue jurado del Premio del Instituto de Prensa (IPYS) y Sociedad a la mejor investigación en América Latina. Es miembro de Consorcio Internacional de Periodistas Investigadores (ICIJ). Ha sido profesor y conferencista en varias universidades de Estados Unidos, América Latina y España.

## Trabajo en Univision
En 2011, la cadena Univision de Estados Unidos, bajo una nueva administración a cargo de Isaac Lee (presidente de noticias) y Daniel Coronell (vicepresidente), le encomendó a Reyes la creación de un grupo de investigación. El equipo fue conformado por la productora colombiana Margarita Rabín y el reportero/ productor español Tomás Ocaña.
En su primer año, Univisión Investiga produjo el especial La amenaza iraní, que mostró cómo un grupo de estudiantes mexicanos fue reclutado por los gobiernos de Irán y Venezuela para preparar un ataque cibernético a Estados Unidos. Los estudiantes no aceptaron pero decidieron grabar a los diplomáticos implicados, incluso al embajador de Irán y a la agregada cultural de Venezuela que luego fue nombrada cónsul en Miami. A raíz de la revelación del plan en Univisión, el Departamento de Estado de los Estados Unidos expulsó a la cónsul. Chávez ordenó el cierre del Consulado. 
A mediados de año, Univisión Investiga hizo público un episodio de la vida del senador republicano de la Florida Marco Rubio, candidato presidencial para las elecciones de 2016. Reyes encontró documentos que mostraban que en 1987 el gobierno de Estados Unidos confiscó la casa en Miami de Bárbara Rubio, la hermana del político y su esposo Orlando Cicilia como parte de una operación antinarcóticos de gran calado contra una organización que importaba y distribuía cocaína y marihuana en el sur de Florida. Cicilia fue condenado a 25 años de prisión pero salió en 2000 por reducción de pena. El senador, que tenía 16 años cuando ocurrieron los hechos, se negó a hablar con los reporteros que buscaban una explicación sobre cómo influyó en su trayectoria política ese episodio y si su familia se había beneficiado de los dineros de Cicilia. Un vocero de Rubio calificó la búsqueda como periodismo sensacionalista. Cuatro años después, basado en parte en los documentos obtenidos por Reyes, The Washington Post amplió la historia: el papel de Cicilia en la organización de narcotráfico había sido más importante que lo reportado. La controversia entre Univision, Rubio, el Partido Republicano y The Miami Herald fue tema de análisis del crítico de medios de The New Yorker y de la Columbia Journalism Review.
Univisión Investiga puso al aire en 2012 el especial Rapido y Furioso, armando al enemigo, que reveló cómo las armas de un operación encubierta del gobierno federal de Estados Unidos terminaron usándose en masacres de inocentes en México por parte de organizaciones de narcotraficantes. El especial fue reconocido con el Peabody Award, uno de los premios más prestigiosos en la televisión en Estados Unidos. También fue premiado por la Asociación Nacional de Periodistas Investigadores de Estados Unidos (IRE, por sus siglas en inglés). 
El equipo recibió el premio Emmy a la mejor investigación en 2013 por el especial de Univisión El Chapo Guzmán, el eterno fugitivo, la vida y aventuras del narcotraficante Joaquín El Chapo Guzmán. El especial batió récord de sintonía en Univisión. 
En 2015, Reyes y el equipo de Univisión fueron reconocidos con el premio Ortega y Gasset, uno de los más prestigiosos en el mundo de habla hispana, por una extensa crónica sobre cómo el narcotráfico ha tomado el negocio de la minería ilegal en América Latina, publicada en el portal de Univisión, La Huella Digital. La versión para televisión recibió un Emmy.

## Libros
Reyes ha publicado varios libros entre lo académico y la investigación: 
Texto académico
- Periodismo de investigación, Trillas, México, 1996, 250 págs, ISBN 9682454549 / 9789682454547

Periodismo de investigación
- Made in Miami. Vidas de narcos, santos, seductores, caudillos y soplones, Planeta, Bogotá, 1999, 200 págs, ISBN 9586147916
- Don Julio Mario: biografía no autorizada del hombre más poderoso de Colombia, Ediciones B, Bogotá, 2003, 372 págs,[36] (2a. ed. Grijalbo, 2011, ligeramente expurgada)
- Nuestro hombre en la DEA: la historia de un fotógrafo que negoció la libertad de más de un centenear de narcos en Estados Unidos, Planeta, 2007, 360 págs, ISBN 9789584217707
- Vuelo 495: la tragedia ignorada del primer secuestro aéreo en Estados Unidos, Random House, 2015 ISBN 9588870348
- Frechette se confiesa, Planeta, Bogotá, 2015, 264 págs, ISBN 9789584247476
- Alex Saab: la verdad sobre el empresario que se hizo multimillonario a la sombra de Nicolás Maduro, Planeta, Bogotá, 2021, 335 págs, ISBN 9789584294661

Como coordinador
- Los dueños de América Latina. Cómo amasaron sus fortunas los personajes más ricos e influyentes de la región, Ediciones B, 2005, 330 págs, ISBN 9707100745 (10) ISBN 9789707100749 (13)

## Descripción de algunos de sus libros
En Los dueños de América Latina, los empresarios que se presentan en este libro son las personas más ricas e influyentes de América Latina. Fueron escogidos teniendo en cuenta la lista de los más ricos del mundo de la revista Forbes y el grado de influencia política en cada país. La presencia de algunos en la escala de Forbes es intermitente, pero la ausencia entre un año y otro no parece mermar su poder.
Nuestro hombre en la DEA cuenta la historia de un fotógrafo que negoció la libertad de más de un centenar de narcotraficantes en Estados Unidos. Le tomó seis años de investigaciones, más de sesenta entrevistas, asistir al juicio de Fabio Ochoa Vásquez en Miami y desgrabar casi ciento cincuenta horas de diálogos. A un año, el resultado fue una “novela” real, cargada de humor, que en 54 capítulos narra la vida de Baruch Vega, el fotógrafo de las mujeres más hermosas de los '80 y '90, hombre de confianza de los capos más peligrosos del continente. El libro se desarrolla en Miami, Yugoslavia, Arabia Saudita, Panamá y Colombia.

## Premios
- Pulitzer 1999 a la serie Dirty Votes, The Race for Miami Mayor (Votos sucios, la competencia por la alcaldía de Miami) que puso al descubierto las irregularidades de la contienda electoral de la ciudad en 1998, tales como compra de votos y falsificación de sufragios de fallecidos y de criminales[2]
- María Moors Cabot, Universidad de Columbia, 2004, por Don Julio Mario.[37]
- Premio de Periodismo Planeta 2007 por Nuestro hombre en la DEA.[38]
- Peabody 2012 por Rápido y Furioso: Armando el Enemigo The Peabody Awards.
- IRE Awards 2012 por Rápido y Furioso: Armando al Enemigo IRE Awards. Archivado el 10 de octubre de 2017 en Wayback Machine.
- Emmy, 2012 por El Chapo Guzman: El Eterno Fugitivo Univision Investiga.
- Ortega y Gasset 2015 periodismo digital por la pieza Los Nuevos Narcotesoros Univision Investiga.
- Emmy, 2015 por Los Nuevos Narcotesoros Univision.